# Quebrachotinamo
Quebrachotinamo (Eudromia formosa) är en fågel i familjen tinamoer inom ordningen tinamofåglar.

## Utbredning och systematik
Quebrachotinamo delas in i två underarter:
- Eudromia formosa mira – förekommer i torr chaco i Paraguay och eventuellt i norra Argentina
- Eudromia formosa formosa – förekommer i ofruktbara quebracho-skogar i norra och centrala Argentina

Vissa behandlar den som monotypisk, det vill säga att den inte delas in i underarter.

## Status och hot
Arten har ett stort utbredningsområde, men tros minska i antal, dock inte tillräckligt kraftigt för att den ska betraktas som hotad. Internationella naturvårdsunionen IUCN listar arten som livskraftig (LC).

## Namn
Quebracho är ett torrt savann- och skogsland i Gran Chaco i södra Sydamerika.